# In Porsche con il morto
In Porsche con il morto (Dream Machine) è un film del 1991 diretto da Lyman Dayton.

## Trama
La ricca signora Chamberlain, per vendicarsi del fatto che il marito l'abbia tradita, decide di regalare a Barry – un giovane ragazzo che le aveva accordato il pianoforte – la costosa Porsche comprata originariamente per l'uomo. Quello di cui né la donna né Lance sono a conoscenza è che nel frattempo il marito era stato ucciso, con il corpo occultato nel bagagliaio del veicolo; Lance Harper, l'assassino, cerca così di rientrare in possesso della macchina.